# De wedstrijd
"De wedstrijd" is een nummer van de Nederlandse artiest Bram Vermeulen. Het nummer verscheen op zijn album Vriend en vijand uit 1991. Dat jaar werd het nummer ook uitgebracht als single.

## Achtergrond
"De wedstrijd" is geschreven door Vermeulen zelf en geproduceerd door voormalig Doe Maar-zanger en -toetsenist Ernst Jansz. Het nummer wordt gezongen vanuit het oogpunt van een kleine jongen die ogenschijnlijk veel talent bezit. Zo kan hij hard fietsen, ver een steen in het water werpen en lang een bal hooghouden. Desondanks heeft de vader van de jongen geen aandacht voor hem. De jongen voelt alsof hij een wedstrijd speelt tegen zijn vader, die hij niet winnen kan. Wanneer de vader uiteindelijk toch naar hem kijkt, is de jeugd van de jongen al voorbij.
"De wedstrijd" werd, net als de rest van het album Vriend en vijand, live opgenomen in het kunstcentrum De Werf in de Belgische stad Brugge. Op het nummer worden de instrumenten ingespeeld door diverse bekende artiesten als Ernst Jansz, Boudewijn de Groot en Raymond van het Groenewoud. Het nummer werd uitgebracht als de enige single van het album en behaalde geen hitlijsten. Desondanks behoort het tot de bekendste nummers van Vermeulen en stond het van 2005, een jaar na zijn overlijden, tot 2020 ieder jaar in de Radio 2 Top 2000 met een 542e plaats in 2007 als hoogste notering.

## NPO Radio 2 Top 2000
| Nummer met noteringen in de NPO Radio 2 Top 2000 | '05 | '06 | '07 | '08 | '09 | '10 | '11 | '12 | '13 | '14  | '15  | '16  | '17  | '18  | '19  |
| ------------------------------------------------ | --- | --- | --- | --- | --- | --- | --- | --- | --- | ---- | ---- | ---- | ---- | ---- | ---- |
| De wedstrijd                                     | 866 | 713 | 542 | 983 | 780 | 834 | 925 | 906 | 939 | 1172 | 1468 | 1561 | 1873 | 1273 | 1782 |

1. ↑  Een vetgedrukt getal geeft de hoogste notering aan.
2. ↑  2005 was het eerste jaar met een notering voor dit nummer.
3. ↑  Deze tabel is bijgewerkt tot en met de laatste editie (2024).